# 養老町立上多度小学校
養老町立上多度小学校（ようろうちょうりつ かみたどしょうがっこう）は、岐阜県養老郡養老町にある公立小学校。

## 通学区域
- 通学区域は小倉、鷲巣の一部、田、有尾、横屋、西小倉、若宮、船見、一色であり、公立中学校の進学先は養老町立東部中学校である[1]。

## 沿革
- 1873年（明治6年） - 鷲巣村に龍門義校、小倉村に読雲義校、有尾村に悠久義校が開校する。
- 1886年（明治19年） - 各学校が小学校になる[注釈 1]。
- 1889年（明治22年）7月1日 - 田村、横屋村、有尾村が合併し、三郷村が発足。
- 1897年（明治30年）4月1日 - 上多度村と三郷村が合併し、上多度村が発足。
- 1898年（明治31年） - 3校が統合され、上多度尋常小学校となる。
- 1903年（明治36年） - 統合校舎が完成し、移転。
- 1916年（大正5年） - 上多度尋常高等小学校に改称する。
- 1941年（昭和16年） - 上多度国民学校に改称する。
- 1944年（昭和19年）12月7日 - 昭和東南海地震校舎破損し使用不能となる。村内7か所の仮校舎で分散授業を開始。
- 1947年（昭和22年） - 上多度村立上多度小学校に改称する。
- 1949年（昭和24年） - 現在地に校舎が完成。分散授業を解消。
- 1954年（昭和29年）11月3日 - 高田町、養老村、広幡村、池辺村、笠郷村、小畑村、多芸村、日吉村、上多度村、合原村の一部[注釈 2]合併し養老町が発足。同時に養老町立上多度小学校に改称する。
- 1955年（昭和30年）4月1日 - 南濃町と養老町とで境界変更。若宮、船見、一色[注釈 3]の児童が上多度小学校に転入する。
- 1977年（昭和52年） - 屋内運動場が完成。
- 1979年（昭和54年） - 新校舎（鉄筋コンクリート造）第一期工事が完成。
- 1980年（昭和55年） - 新校舎（鉄筋コンクリート造）第二期工事が完成。
- 1986年（昭和61年） - 隣接地に上多度幼稚園（現・上多度こども園）を開園。